# Ефективність маркетингу
Ефекти́вність ма́рке́тингу (англ. marketing effectiveness) — показник того, наскільки оптимальними є маркетингові заходи у тому, що стосується зменшення витрат та досягнення результатів у короткостроковій та довгостроковій перспективі. Ефективність маркетингу пов'язана з показниками рентабельності маркетингових інвестицій (англ. marketing ROI або return on marketing investment, скорочено ROMI).
Точність оцінки ефективності маркетингової діяльності залежить від правильного врахування відповідних маркетингових витрат, а також пов'язаних фінансових результатів. З точки зору короткострокових результатів ефективність маркетингу вимірюється показниками, пов'язаними з доходом. З довгострокової перспективи ефективність маркетингу вимірюється індикаторами, пов'язаними з брендом та споживчим капіталом.
Оскільки бренд є нематеріальним активом, ефективність маркетингу може також вимірюватися у нефінансових показниках, якими оцінюється бренд:
- відданість / лояльність бренду (англ. brand loyalty),
- знання бренду (англ. awareness),
- асоціації, пов'язані з брендом (англ. association або brand image),
- сприйняття (розуміння) бренду (англ. perception of quality).

Ефективність маркетингу залежить від 5 факторів:
- розробки та впровадження відповідної маркетингової стратегії (англ. Marketing Strategy) з особливим наголосом на позиціонуванні товарів;
- розробки ефективнішого креативу (англ. Marketing Creative, на пр., зміна креативу у компанії «American Family Life Assurance Company of Columbus» призвела до збільшення темпів зростання з 12% до 28%);
- виконання маркетингової стратегії та тактичних заходів (англ. Marketing Execution);
- ефективного управління зовнішніми агенціями, мотивації, координації маркетингових заходів (англ. Marketing Infrastructure або Marketing Management);
- зовнішніх факторів (англ. Exogenous Factors) — сезонності, регуляторних органів тощо.